# Cedrela
A cedrela vagy cedro (Cedrela odorata, Cedrela spp.) a trópusi Dél- és Közép-Amerikában honos lombos fa, az abból nyert középlágy–középkemény faanyag. Megtévesztő neve ellenére nem a cédrus rokona, inkább a mahagóni családjába tartozik (meliaceae), de anyagának kellemes illata valóban a cédrust idézi.
Egyéb kereskedelmi elnevezései: származási helytől függően Honduras-cédrus, brazil cédrus stb., spanyol cédrus, (cigar-box) cedar, cedrat, cedro amargo, cedro rojo.
Több mint 30 Cedrela-faj van kereskedelmi forgalomban cedro, cedar név alatt, többek között a C. fissilis, C. guianensis, C.lilloi, C. mexicana.

## Az élő fa
A Cedrela nemzetségbe tartozó fák Dél- és Közép-Amerika trópusi, szubtrópusi területein fordulnak elő az alsó esőerdőkben, félörökzöld esőerdőkben, a montán esőerdők alsó magassági fokozatában különálló faként vagy csoportosan. Magasságuk 20 – 35 m, törzsük hengeres, a támaszgyökerek 3 m magasságig is felfutnak.

## A faanyag
A szíjács 3 – 5 cm vastag, világosszürke – szürkésrózsaszín, nem használják, a geszt rózsaszín – világos vörösesbarna, utánsötétedik. Előfordul a váltott irányú csavaros növés, emiatt a beeső fény iránya szerint szabálytalan, szélesebb fénycsíkokat, foltokat mutat. A pórusok nagyok, a látható növekedési zónáknak megfelelően csoportosulnak, a bélsugarak szabad szemmel alig észlelhetők. Balzsamos illata van, íze néha keserű.

## Felhasználása
SzárításJól és könnyen szárítható, néha gyantafoltok képződnek, ezek etil-alkohollal eltávolíthatók. Felhasználás közbeni stabilitása kiváló.
MegmunkálásMinden eljárással könnyen megmunkálható, jól fűrészelhető, késelhető, hámozható. A váltakozó növésű anyag néha nehezen gyalulható, faragható. Közepesen hajlítható.
RögzítésJól szögezhető, csavarozható, jól ragasztható.
FelületkezelésJól csiszolható, lakkozható, de pórustömítést igényel.
TartósságKözepesen gomba- és rovarálló.
Elsősorban furnért készítenek belőle, de a bútorgyártásban is használják, szerkezeti anyagként is alkalmazzák a külső és belsőépítészetben kis igénybevétel esetén, valamint parkettának, lépcsőnek, ajtónak. A hangszerészet fontos anyaga, stabilitása révén a klasszikus gitár legkiválóbb nyak-anyaga, de Latin-Amerikaszerte használják pengetős hangszerek szinte minden részéhez. A kubai szivarosdobozok is „kubai cédrusból” készülnek, a fa beivódott illata a szivarok aromájának fontos összetevője.

## Lásd még
- Mahagóni